# Solymossy Olivér
Solymossy Olivér (Noszoly, 1914. április 27. – Stockholm, 1986. január 30.) erdélyi magyar költő, elbeszélő.

## Életútja, munkássága
Középiskoláit a kolozsvári Unitárius Gimnáziumban végezte, a kolozsvári Kolozsvári Magyar Királyi Ferenc József Tudományegyetemen tanári (1941), majd a budapesti egyetemen bölcsészdoktori oklevelet (1948) szerzett a színház és nevelés kérdésköréből írott dolgozatával. Közben 1938-ban elvégezte a Hetényi-féle színiiskolát is. 1938–39-ben színész a kolozsvári Magyar Színháznál, 1939–50 között Budapesten a Földművelésügyi Minisztérium tisztviselője, 1953–55 között a Déryné Állami Faluszínház tagja, 1956–59-ben a budapesti Ady Endre Kultúrotthon igazgatója, 1959–63 között Szentendrén, 1964-től Budapesten általános iskolai tanár volt. 1973-ban Svédországba távozott.
Novellákkal, versekkel jelentkezett a Pásztortűzben, Ellenzékben, Brassói Lapokban, majd svédországi lapokban; ifjúsági színdarabokat, mesejátékokat is írt.

## Művei
- Egyedül (novellák, Kolozsvár, 1937)
- Önmagamtól távol (novellák, Kolozsvár, 1940)
- A róka, a medve és a favágó (verses mesejáték, 1956, a budapesti rádió előadásában)
- Hamupipőke (verses mesejáték, 1958, bemutató az Ady Endre Kultúrotthonban)
- A csapda (ifjúsági színmű, Szentendre, 1960)
- Mese a névmásokról (verses mesejáték, Szentendre, 1961)
- Pa okända vägar. Noveller / Járatlan utakon. Novellák; Invandrarförl, Stockholm, 1980 (Immigrant-institutet)
- A róka, a medve és a favágó. Verses-zenés mesejáték 2 felvonásban, 6 képben; Buda Records, Stockholm, 1999
- Forgószél (regény, Budapest, 1999)